# Inno-watt
Das Förderprogramm INNOvativer WAchsTumsTräger (INNO-WATT) war eines der Programme zur Erhöhung der Wettbewerbsfähigkeit der neuen Bundesländer. Projektträger war die EuroNorm GmbH, die im Auftrag des Bundesministeriums für Wirtschaft und Technologie (BMWi) handelte. Ziel des Programms war es, Forschungs- und Entwicklungsvorhaben in den benachteiligten Regionen (neue Bundesländer und Berlin) zu unterstützen und damit die technische und wirtschaftliche Leistungsfähigkeit von kleinen und mittleren Unternehmen (KMU) zu stärken. Die Förderung wurde in Form von nicht rückzahlbaren Zuschüssen auf die entstehenden Entwicklungskosten gewährt. Neben dem Programmteil für KMU gab es auch einen speziell auf die Gegebenheiten in gemeinnützigen externen Industrieforschungseinrichtungen Ostdeutschlands zugeschnittenes Modul. Das Programm lief von 1. Januar 2004 bis 31. Dezember 2008.
Ab dem 1. Januar 2009 ging das Programm in das Programm ZIM (Zentrales Innovationsprogramm Mittelstand) in ZIM solo bzw. ZIM EP (Einzelprojekte) auf.

## Geschichte
INNO-WATT wurde 2004 durch den Bund zur Unterstützung von wirtschaftlich benachteiligten Regionen eingeführt. Jährlich standem dem Projektträger dabei ca. 100 Mio. Euro zur Verfügung, die nach Prüfung der Durchführbarkeit der Innovationsprojekte an die privatwirtschaftlichen Unternehmen verteilt wurden. Jährlich wurden über 350 Innovationsprojekte durch INNO-WATT in den Markt überführt und damit Arbeitsplätze gesichert und neu geschaffen. Das Programm reihte sich demnach in die anderen Förderprogramme des Bundes zur Unterstützung der Forschung und Entwicklung ein mit der Besonderheit, dass auch die gemeinnützigen externen Industrieforschungseinrichtungen eine spezifische Förderung erhielten.
Im Gegensatz zu dem seit August 2004 laufenden Programm PRO INNO II  war es bei INNO-WATT möglich, ohne einen Kooperationspartner eine Innovation durchzuführen. Dabei wurde aufgrund des höheren Arbeitsaufwandes entsprechend eine höhere maximale Förderung von bis zu 375.000 € gewährt. PRO INNO II, INNO-WATT, NEMO und InnoNet sind seit Juli 2009 im ZIM (Zentrales Innovationsprogramm Mittelstand)zusammengefasst. Seit Januar 2010 erfolgte eine Ausdehnung der Einzelprojektförderung (KMU-Teil in INNO-WATT) auf ganz Deutschland. Eine NEMO-Förderung ist bereits seit dem Start des ZIM bundesweit möglich.

## Art und Höhe der Förderung
Die Förderung wurde als nicht rückzahlbarer Zuschuss zu den Gesamtkosten des Vorhabens gewährt.
Die Differenzierung der Fördersätze für Unternehmen (im KMU-Teil) richtete sich nach der Betriebsgröße:
- Bis zu 45 % (mit weniger als 50 Beschäftigten)
- Bis zu 35 % für mittlere Unternehmen (mit mind. 50, aber weniger als 250 Beschäftigten)
- Bis zu 45 % für mittlere Unternehmen, deren Vorhaben nachweislich Teile industrieller Forschung gemäß EU-Definition enthalten.

Fördergrenze: 375.000 €
Die Förderquote bezog sich dabei auf die dem Projekt zuzuordnenden Gesamtkosten. Diese setzten sich zusammen aus:
- Personalkosten
- Fremdleistungen

(projektbezogene FuE-Aufträge an Dritte, Kosten für schutzrechtliche Sicherung der FuE-Ergebnisse, Kosten für Zulassungen und Prüfungen)
- Abschreibungen auf vorhabensspezifische Anlagen und Geräte

(ab einem Einzelwert von 2.500 €)
- übrige durch das Vorhaben verursachte Kosten (90 % der Personaleinzelkosten)
- sowie Ausgaben für den Technologietransfer bei gemeinnützigen Forschungseinrichtungen.

## Voraussetzungen
Um eine Förderung aus diesem Programm in Anspruch nehmen zu können, mussten Unternehmen mehrere Kriterien erfüllen. Es musste sich um selbständige Unternehmen der gewerblichen Wirtschaft und externe Industrieforschungseinrichtungen handeln,
- die ihren Sitz oder eine Zweigstelle in den neuen Bundesländern einschließlich Berlin-Ost haben
- die nicht in der Land-/ Forstwirtschaft, Fischerei oder dem Verkehrswesen tätig sind
- mit maximal 250 Mitarbeitern, deren Jahresumsatz 50 Mio. € bzw. Jahresbilanzsumme 43 Mio. € nicht übersteigt, die weniger als 25 % im Besitz von Unternehmen sind, die diese Kriterien nicht erfüllen.

In Ausnahmefällen waren auch Unternehmen mit einem Jahresumsatz von max. 125 Mio. € zugelassen, wenn sie nachweisen konnten, dass die Entwicklung den Stand der Technik übertrifft, mit einem hohen Risiko behaftet ist und die Ergebnisse deutliche Marktchancen haben.